# Vinnsjömossen
Vinnsjömossen är ett naturreservat i Västerås kommun i Västmanlands län.
Området är naturskyddat sedan 2013 och är 82 hektar stort. Reservatet omfattar två mossar, Vinnsjömossen, med Vinnsjön, och Gräna Långmosse, med skogar runt omkring. Reservatet består även av några mindre kärr med björk och al och på höjder, Vinnsjöberget i norr och Bjälkberget i söder, finns hällmarkstallskog. Även fuktig granskog med inslag av asp finns i området.

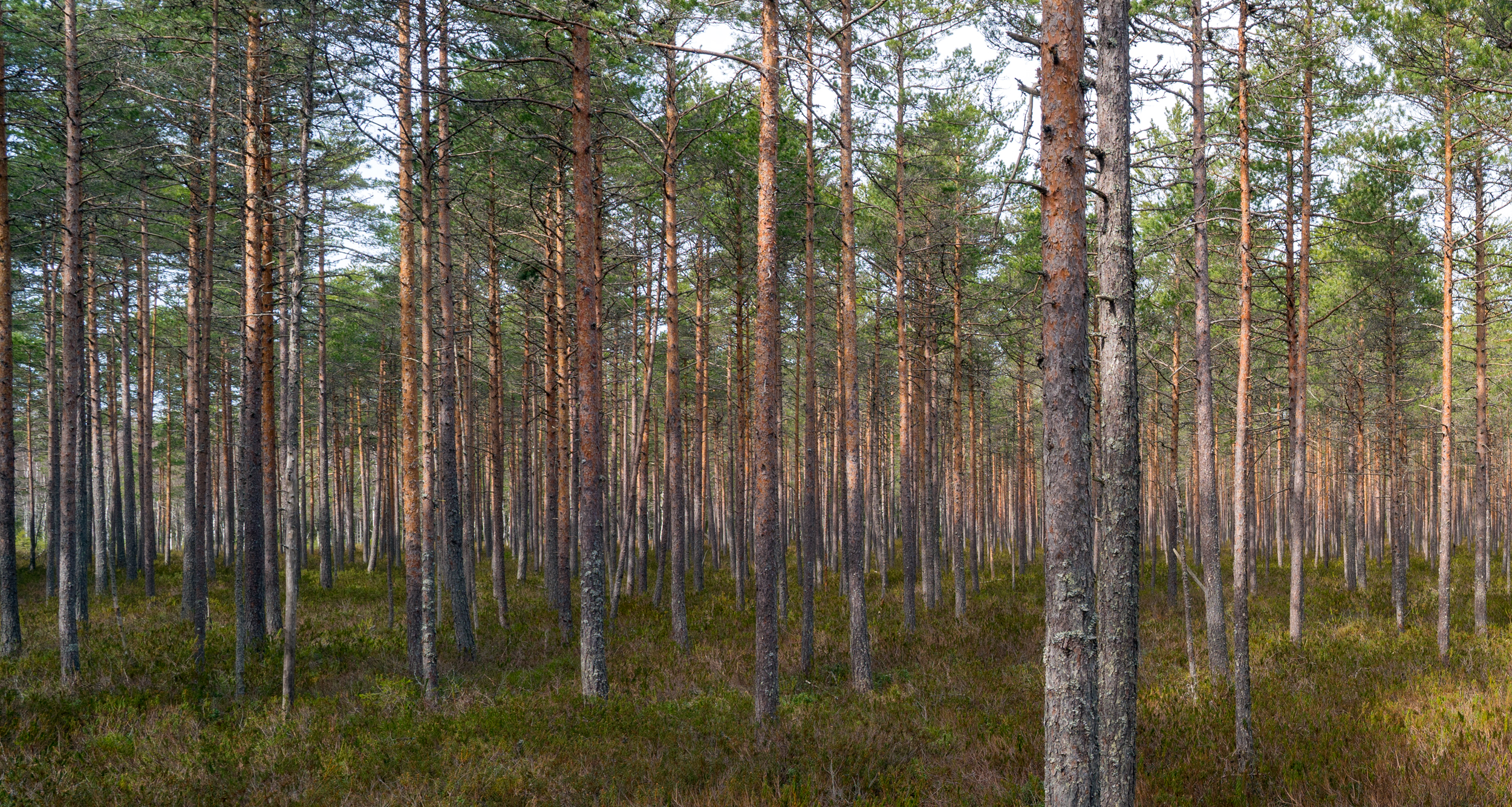
Gräna Långmosse bevuxen med tallskog och skvattram.
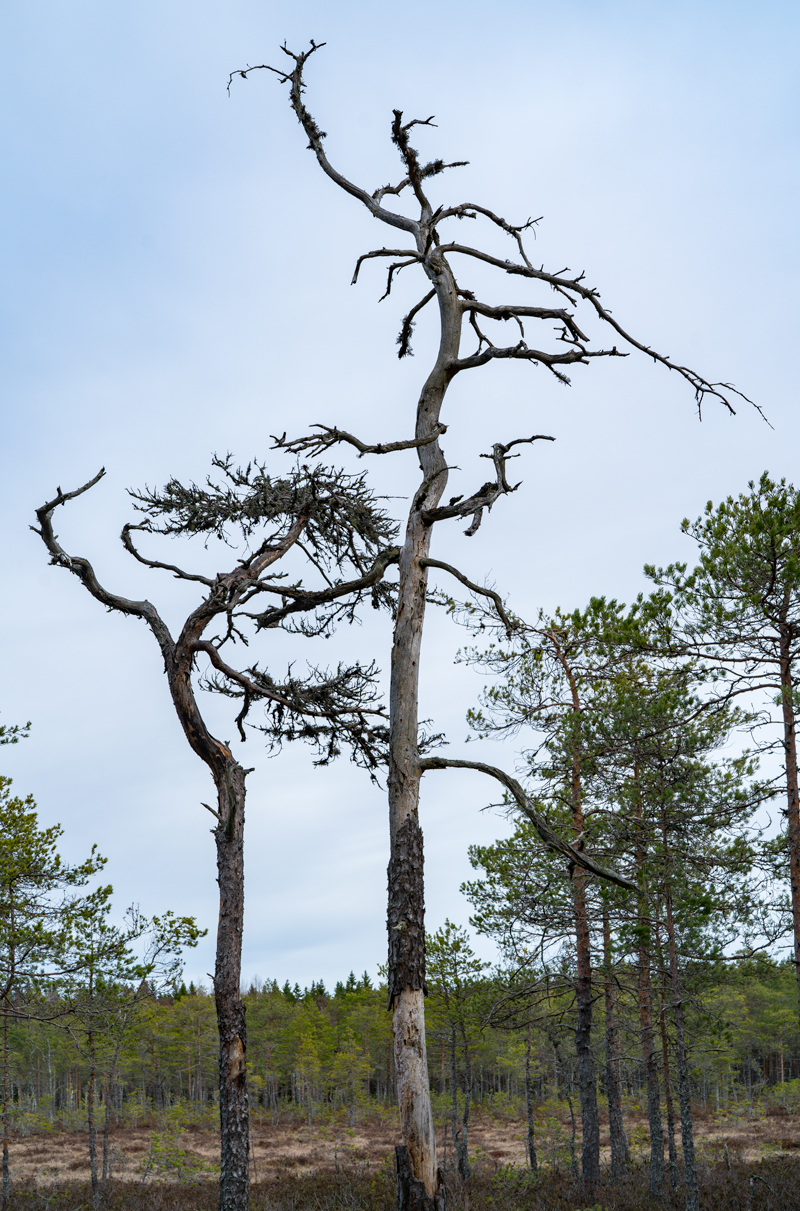
Torrfuror på Vinnsjömossen.